# Barge de récupération

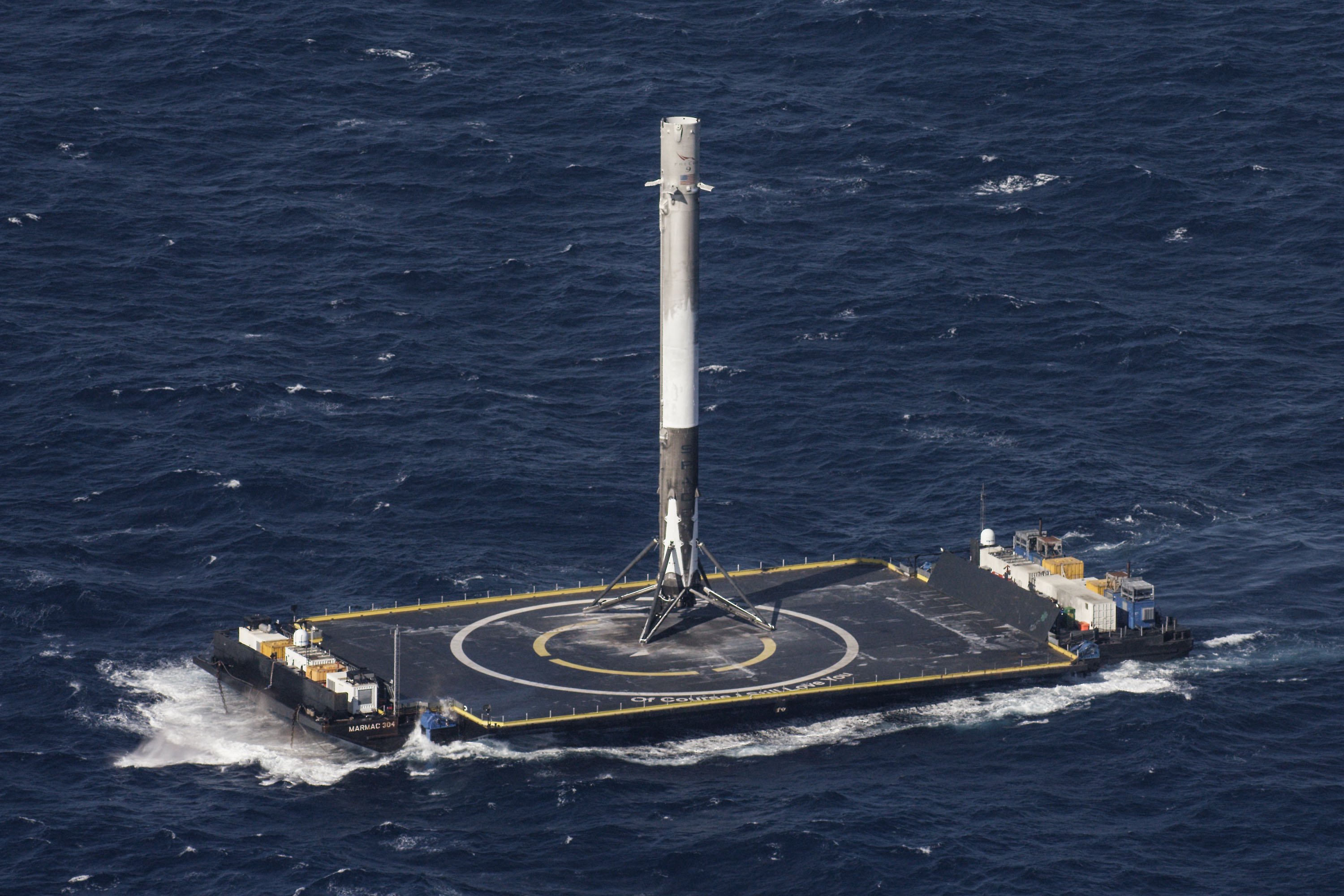
Of Course I Still Love You transporte la première fusée ayant atterri avec succès en mer (Falcon 9 FT étage B1021, mission CRS-8, le 8 avril 2016).

Une barge de récupération autonome (en anglais autonomous spaceport drone ship, en abrégé ASDS) est un navire de haute mer dérivé d'une barge pontée, équipé de moteurs de maintien en position et d'une grande plate-forme d'atterrissage. La construction de tels navires a été commandée par la compagnie aérospatiale SpaceX pour permettre la récupération du premier étage de ses fusées en mer pour des missions à grande vitesse qui ne transportent pas assez de carburant pour revenir sur le site de lancement après avoir placé un véhicule spatial en orbite,.
SpaceX dispose depuis mi 2021 de trois barges opérationnelles : Just Read the Instructions (JRTI), Of Course I Still Love You (OCISLY) et A Shortfall of Gravitas (ASOG).
Les barges ASDS constituent un élément important du programme de réduction considérable des coûts de lancements spatiaux grâce à une « ré-utilisabilité totale et rapide ». Elles ont été développées pour le programme de fusées réutilisables de SpaceX. Tout vol Falcon vers une orbite géostationnaire ou dépassant la vitesse de libération nécessite un atterrissage en mer, ce qui représente environ la moitié des missions de SpaceX.

## Histoire
En 2009, Elon Musk, PDG de SpaceX, a exprimé ses ambitions de « créer un changement de paradigme dans l'approche traditionnelle de réutilisation de fusées ».
En octobre 2014, SpaceX a annoncé publiquement avoir passé un contrat avec un chantier naval de la Louisiane pour la construction d'une plate-forme d'atterrissage flottante pour ses lanceurs orbitaux réutilisables. Les premières informations indiquaient que la plate-forme comporterait une aire d'atterrissage d'environ 90 m x 50 m et serait capable de se positionner avec précision afin de conserver sa position lors de l'atterrissage du lanceur,. Le 22 novembre 2014, Musk a publié une photographie de la « barge de récupération autonome » ainsi que des détails supplémentaires sur sa construction et sa taille,.
En décembre 2014, la première barge autonome utilisée, la barge Marmac 300 de McDonough Marine Service, était basé à Jacksonville, en Floride, à l'extrémité nord du terminal de croisières JAXPORT (autorité portuaire de Jacksonville), où SpaceX a construit un établissement de récupération des étages Falcon pendant les opérations post-atterrissage. Cette installation est constituée de quatre socles (6800 kg, 270 cm de hauteur, 244,5 cm de largeur) boulonnées à une base en béton. Une grue mobile débarque l'étage de la barge et la place sur l'installation. Les opérations comme le retrait ou le repliage des jambes d'atterrissage avant de basculer l'étage en position horizontale pour le transport par la route se déroulent ici.
La localisation des barges pour les premiers essais d'atterrissage se trouvait dans l'Atlantique à environ 320 km au nord-est du site de lancement à Cap Canaveral et à 266 km au sud-est de Charleston, en Caroline du Sud,.

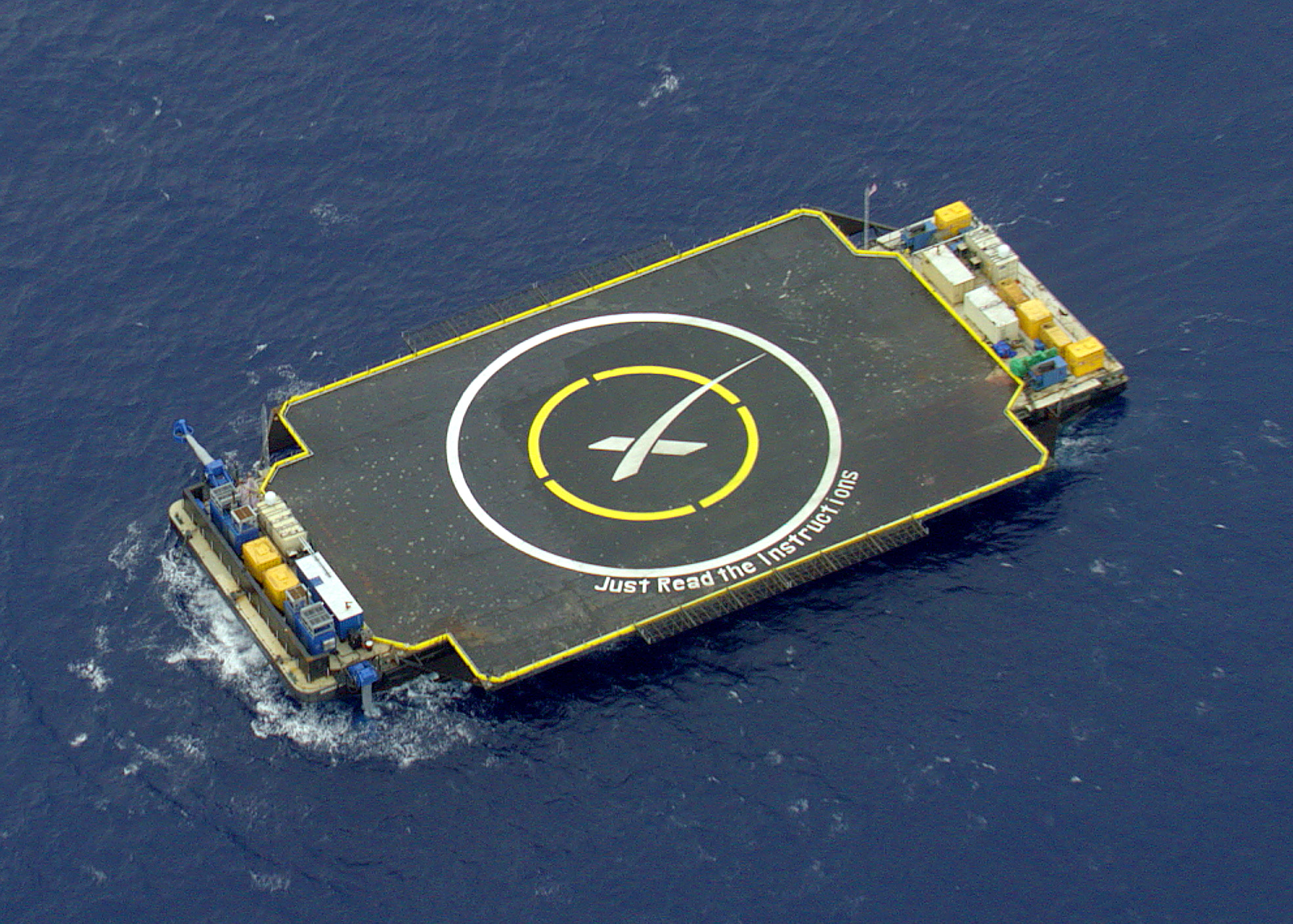
Just Read the Instructions, barge pontée Marmac 300, en position pour le test d'atterrissage du vol 17 de Falcon 9, en avril 2015.

Le 23 janvier 2015, lors de la réparation de la barge après le premier essai infructueux, Musk a annoncé que le navire devait être nommé Just Read the Instructions, avec un sistership prévu pour les lancements depuis la côte ouest qui sera nommé Of Course I Still Love You. Le 29 janvier, SpaceX a publié une photo retouchée du navire avec son nom illustrant son apparence une fois peint. Les deux barges portent le nom de deux Unités de contact générales (UCG), des vaisseaux spatiaux commandés par des intelligences artificielles autonomes, qui apparaissent dans L'Homme des jeux, un roman de la série La Culture de Iain Banks.
La première, Just Read the Instructions, a été retirée du service en mai 2015 après environ six mois de service dans l'Atlantique. Ses tâches ont été assumées par Of Course I Still Love You. L'ancien ASDS a été modifié en supprimant les extensions qui avaient prolongé la surface de la barge et l'équipement (propulseurs, caméras et équipement de communication), précédemment ajoutés pour la transformer en plateforme d'atterrissage. Ces éléments ont été sauvegardés pour une réutilisation future. En 2018, SpaceX a commencé la construction d'une troisième barge, A Shortfall of Gravitas.

### La flotte active
Début 2015, SpaceX a loué deux barges pontées supplémentaires, Marmac 303 et Marmac 304, et a entrepris des travaux pour les transformer en deux barges autonomes supplémentaires.

#### Of Course I Still Love You

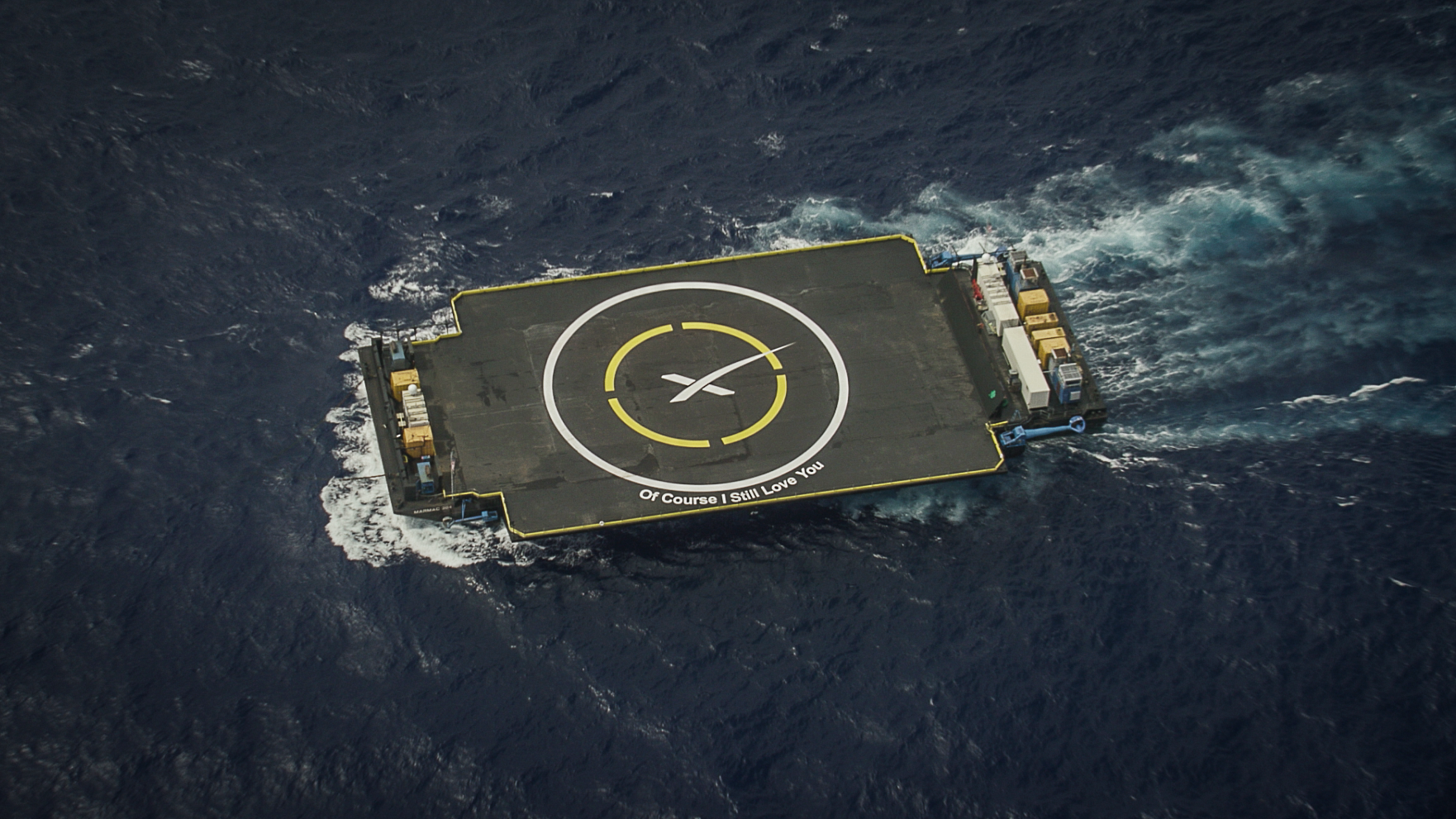
Of Course I Still Love You de SpaceX, basée sur la barge océanique Marmac 304

La deuxième barge de récupération, Of Course I Still Love You (OCISLY), était en construction dans un chantier naval en Louisiane début 2015 à partir d'une coque différente, Marmac 304, afin de desservir les lancements sur la côte est. Elle a été construite pour remplacer le premier Just Read the Instructions et est entrée en service pour le vol 19 Falcon 9 à la fin de juin 2015. En juin 2015, son port d'attache était Jacksonville, en Floride,, mais après décembre 2015, elle a été transférée 260 km plus au sud, à Port Canaveral.
Bien que les dimensions du navire soient presque identiques à celles du premier ASDS, plusieurs améliorations ont été apportées, notamment un mur anti-souffle en acier érigé entre les conteneurs arrière et le pont d'atterrissage. Le navire était en place pour un essai d'atterrissage de la mission CRS-7, qui a échoué au lancement le 28 juin 2015.
Le 8 avril 2016, le premier étage du lancement du vaisseau Dragon CRS-8 a atterri avec succès sur OCISLY, constituant le premier atterrissage réussi en mer.
En février 2018, l'étage central du vol d'essai de Falcon Heavy a explosé à la suite de l'impact dans l'océan près d’OCISLY, endommageant deux des quatre propulseurs de la barge. Deux propulseurs ont été retirés de la barge Marmac 303 afin de réparer OCISLY.

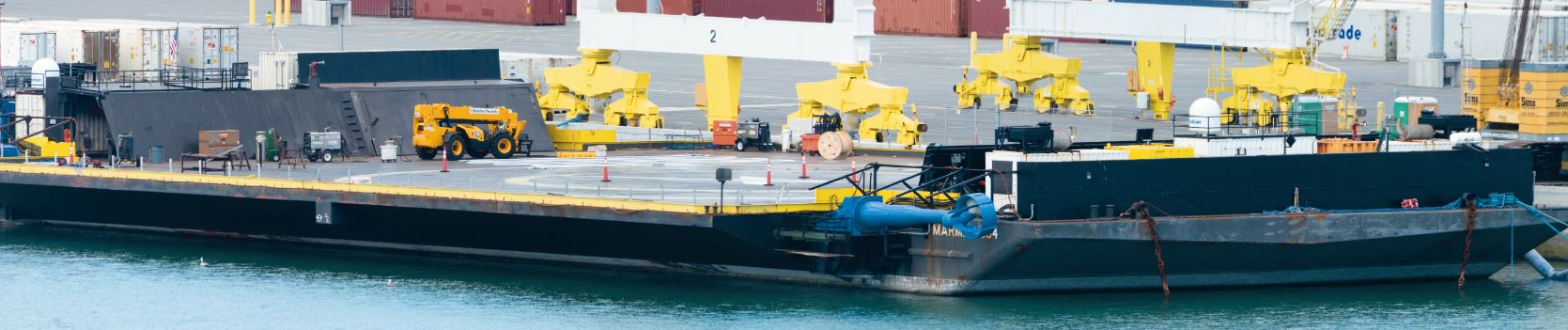
Vue latérale d’OCISLY amarrée en mars 2017.

#### Just Read the Instructions
La troisième barge ASDS, utilisant la coque Marmac 303, a été construite en 2015 dans un chantier naval en Louisiane et a traversé le canal de Panama en juin 2015, transportant ses extensions sous forme de cargaison sur son pont pour respecter la largeur du canal,.
Le port d'attache de Marmac 303 est le port de Los Angeles, situé sur le campus de recherche et d'affaires maritimes AltaSea, à l'extérieur du port de San Pedro. La plate-forme a commencé à y accoster en juillet 2015, en prévision de la construction principale d'AltaSea, prévue pour 2017,.
SpaceX a annoncé que Marmac 303 serait le deuxième ASDS à être nommé Just Read the Instructions (JRtI) en janvier 2016, peu de temps avant sa première utilisation comme plate-forme d'atterrissage pour le vol 21 de Falcon 9.
Le 17 janvier 2016, JRtI a été utilisé pour la première fois dans le but de récupérer un premier étage de Falcon 9 de la mission Jason-3 de Vandenberg. L'étage a atterri avec succès sur le pont. Cependant, une pince de verrouillage n'a pas réussi à s'engager sur l'une des jambes, ce qui a provoqué le basculement de la fusée, qui a explosé à l'impact. Le 14 janvier 2017, SpaceX a lancé le vol 29 de Falcon 9 depuis Vandenberg et a fait atterrir le premier étage sur JRtI, situé à environ 370 km au large, dans l'océan Pacifique, ce qui en fait le premier atterrissage réussi dans le Pacifique.

#### A Shortfall of Gravitas
La quatrième barge de récupération est en construction en février 2018 et devient la deuxième ASDS active basée sur la côte est. Elle est basée à Port Canaveral. Cette barge utilisable simultanément avec OCISLY, s’appelle A Shortfall of Gravitas (ASoG) et, comme le reste de la flotte, son nom est basé sur les noms utilisés dans la série Culture. La barge devait être opérationnelle mi-2019 mais est livrée mi 2021.

## Caractéristiques
Les ASDS sont des navires autonomes capables de se positionner avec précision. À l'origine, leur précision était de moins de 3 mètres, même par temps de tempête, à l'aide d'informations de position GPS et de quatre pods à moteur Diesel. Outre le mode de fonctionnement autonome, les navires peuvent également être contrôlés par télérobotique.
Les pods sont des unités extérieures de propulsion hydraulique avec des unités modulaires à entraînement diesel-hydraulique fabriquées par Thrustmaster, un fabricant d'équipements maritimes au Texas. La fusée devant atterrir doit non seulement atterrir à l'intérieur de la surface du pont mais doit également faire face à la houle et aux erreurs GPS,.
SpaceX équipe ses navires avec une variété de capteurs et de technologies de mesure permettant de collecter des données sur les étages et les tentatives d'atterrissage, dont des caméras GoPro standard.
Au centre de l'aire d'atterrissage de la barge, un cercle entoure le « X » stylisé de SpaceX, marquage d'atterrissage.

Le « X » stylisé de SpaceX utilisé pour marquer le centre de la plateforme d'atterrissage.

### Noms
Les deux noms utilisés jusqu'à présent, Just Read the Instructions (JRtI), et Of Course I Still Love You (OCISLY), rendent hommage aux œuvres de l'auteur de science-fiction Iain M. Banks en s’inspirant de son univers fictif de La Culture. JRtI et OCISLY sont des noms d'énormes vaisseaux, présents dans le roman L'Homme des jeux et traduits respectivement par Mais oui, je t’aime et Veuillez consulter la notice. Le troisième nom utilisé pour la quatrième barge est A Shortfall of Gravitas (ASoG) qui est pareillement inspiré d'une blague dans le roman Le Sens du vent,.

### Just Read the Instructions(Marmac 300)
La plate-forme d'atterrissage du pont supérieur de la première barge nommée Just Read the Instructions mesurait 52 m × 91 m, tandis que l'envergure des jambes d’atterrissage du Falcon 9 v1.1 était de 18 m,. La barge a été retirée du service en 2015.

### Of Course I Still Love You(Marmac 304)
Of Course I Still Love You, construite à partir de la barge Marmac 304, est utilisée sur la côte ouest pour les atterrissages dans l'océan Pacifique. Son port d'attache étant Long Beach en Californie. Elle est utilisée jusqu'en 2020 sur la côte est avant d'être remplacée par Just Read The Instructions.[réf. nécessaire]

### Just Read the Instructions(Marmac 303)
Just Read the Instructions, deuxième du nom, a été construite en réaménageant la barge Marmac 303 en 2015 pour les atterrissages dans l'océan Pacifique. Son port d'attache était le port de Los Angeles, en Californie jusqu'en 2019. Elle a par la suite été déplacée en Floride et est utilisée en tandem avec A Shotfall of Gravitas depuis Port Canaveral.[réf. nécessaire]

### A Shortfall of Gravitas(Marmac 302)
La quatrième barge, baptisée A Shortfall of Gravitas, est utilisée sur la côte est pour soutenir les cadences de vol élevés de Falcon 9 et des atterrissages en tandem des boosters latéraux de Falcon Heavy.

## Opération
Un remorqueur est utilisé pour amener la barge à sa position requise et un navire de soutien se trouve à une certaine distance de celle-ci, qui reste sans équipage. Les navires initialement utilisés sur la côte est étaient Elsbeth III (remorqueur) and Go Quest (soutien). Après l'atterrissage, les techniciens et les ingénieurs montent généralement à bord de la plate-forme d'atterrissage et sécurisent les jambes d'atterrissage de la fusée afin de l'accrocher sur place pour le transport vers le port. L'étage de la fusée est fixé au pont de la barge avec des cales en acier soudées aux pieds des jambes d'atterrissage. En juin 2017, OCISLY a commencé à être déployé avec un robot qui passe sous la fusée et s’accroche aux pinces de maintien situées à l'extérieur de la structure du Falcon 9 après l'atterrissage. Les fans appellent le robot "Optimus Prime" ou "Roomba", ce dernier étant transformé en rétroacronyme pour « Remotely Operated Orientation and Mass Balance Adjustment ».

## Missions des barges
Le premier test a eu lieu le 10 janvier 2015 lorsque SpaceX a effectué un test en vol à descente contrôlée pour faire atterrir le premier étage du vol 14 Falcon 9 sur une surface solide après l'avoir utilisé pour propulser une charge utile sous contrat vers l'orbite terrestre,. SpaceX prévoyait avant la première tentative d'atterrissage que la probabilité d'atterrir sur la plate-forme serait de 50% ou moins,. Les essais d'atterrissage sont devenus des tâches habituelles des missions.